# كيت سبيد
كاثرين نويل بروسناهن (بالإنجليزية: Kate Spade)‏ (24 ديسمبر 1962 - 5 يونيو 2018)، وشهرتها كيت سبيد وكيت فالنتين، هي مصممة أزياء وسيدة أعمال أمريكية. كانت المؤسسة والمالكة السابقة للعلامة التجارية كيت سبيد نيويورك.
بعد عملها في قسم الإكسسوارات في مجلة مودوموازيل للموضة، أسست مع زوجها أندي سبيد مشروعاً تجارياً عام 1993، متخصص في حقائب اليد. سرعان ما اشتهرت الحقائب التي كانت تقوم بتصميمها وتصنيعها هي وزوجها بسبب أناقتها وسعرها المناسب؛ وكانا يوصفان برمز مدينة نيويورك في التسعينيات.
وسعت الشركات في خطوط إنتاجها. وفي عام 1999، باعت 56 بالمائة من حصتها في كيت سبيد نيويورك لمجموعة نيومان ماركوس؛ وفي 2006 باعت بقية حصتها. عام 2016، أطلقت هي وشركائها العلامة التجارية الجديدة فرنسيس فالنتين.

## حياتها الشخصية
عام 1993 تزوجت من أندي سبيد، شقيق الممثل والكوميديان ديفيد سبيد. وأنجبا فرنسيس بياتريس سبيد، عام 2005. الممثلة رايتشل بروسنان هي ابنة أخ كيت سبيد.

## وفاتها
في 5 يونيو 2018، عثرت مدبرة منزل سبيد على كيث متوفاة في منزلها بمانهاتن. وكانت وفاتها نتيجة الانتحار شنقاً. أفادت الشرطة أنها تركت رسالة لابنتها. في اليوم التالي لوفاتها، نشر أندي سبيد بياناً بخصوص وفاة زوجته وحقيقة أنها كانت تعاني من الاكتئاب والقلق.

## روابط خارجية
- كيت سبيد على موقع IMDb (الإنجليزية)
- كيت سبيد على موقع قاعدة بيانات الفيلم (الإنجليزية)